# St. Marys (Ohio)
St. Marys es una ciudad ubicada en el condado de Auglaize en el estado estadounidense de Ohio. En el Censo de 2010 tenía una población de 8332 habitantes y una densidad poblacional de 696,47 personas por km².

## Geografía
St. Marys se encuentra ubicada en las coordenadas 40°32′51″N 84°23′37″O / 40.54750, -84.39361. Según la Oficina del Censo de los Estados Unidos, St. Marys tiene una superficie total de 11.96 km², de la cual 11.89 km² corresponden a tierra firme y (0.65%) 0.08 km² es agua.

## Demografía
Según el censo de 2010, había 8332 personas residiendo en St. Marys. La densidad de población era de 696,47 hab./km². De los 8332 habitantes, St. Marys estaba compuesto por el 96.75% blancos, el 0.44% eran afroamericanos, el 0.14% eran amerindios, el 0.68% eran asiáticos, el 0.07% eran isleños del Pacífico, el 0.41% eran de otras razas y el 1.5% pertenecían a dos o más razas. Del total de la población el 1.27% eran hispanos o latinos de cualquier raza.